# 弗洛姆 (挪威)
弗洛姆是位於挪威松恩峽灣地區的一個村莊，位于艾于兰峡湾的最深处，離卑爾根111公里。它在行政區劃上屬於松恩-菲尤拉訥郡。弗洛姆首次被提及是在1340年。弗洛姆教堂修建於1670年。2014年，弗洛姆有人口350人。

## 名稱來源
弗洛姆（Flåm）這個名字最早在1340年就被記錄為「Flaam」。它源自古挪威語「flá」的複數形式，意思是“平原、平坦的土地”，它指的是弗洛姆河的泛濫平原。